# Einnahme von Gibraltar
Carpi – Chiari – Cremona – Kaiserswerth – Lüttich – Landau (I) – Luzzara   – Santa Marta – Cádiz – Venlo – Friedlingen – Vigo – Schmidmühlen – Bonn – Krottensee – Ekeren – Höchstädt – Landau (II) – Speyerbach – Schellenberg – Gibraltar – Höchstädt – Vélez-Málaga – Landau (III) – Marbella – Cassano – Barcelona – Sendlinger Mordweihnacht – Aidenbach – Calcinato – Ramillies – Turin – Castiglione – Santa Cruz de Tenerife – Almansa – Kap Béveziers – Toulon – Lizard Point – Lille – Oudenaarde – Gent – Malplaquet – Mons – Almenar – Saragossa – Syrakus – Villaviciosa – Rio de Janeiro – Denain – Landau (IV) – Barcelona – Freiburg
Die Einnahme von Gibraltar fand zwischen dem 1. und 4. August 1704 während des Spanischen Erbfolgekrieges statt. Die Alliierten auf Seiten des Habsburger Thronprätendenten Karl nahmen Stadt und Festung ein. Erster Gouverneur wurde Georg von Hessen-Darmstadt als Beauftragter Karls. Da dieser nicht in der Lage war, nach dem Sieg die Stadt mit einer ausreichenden Zahl von Soldaten zu besetzen, wurde sie unter den Schutz der englischen Königin Anna gestellt. In der Folge wurde die Stadt von Truppen des bourbonischen spanischen Königs Philipp V. und von französischen Einheiten über Monate bis ins Jahr 1705 hinein vergeblich unter schweren Verlusten belagert. Seitdem ist Gibraltar in englischer bzw. seit 1707 in britischer Hand.

## Vorgeschichte
Für die antifranzösischen Alliierten und insbesondere für den Habsburger Thronprätendenten Erzherzog Karl war der Beitritt Portugals zur Koalition 1703 von großer Bedeutung. Karl ernannte Georg von Hessen-Darmstadt zum Generalkapitän der in Portugal und Spanien aufzustellenden Armee. Ursprünglich wollten die Verbündeten von Portugal in Richtung Madrid marschieren, wo Karl den spanischen Thron besteigen sollte. Von da aus wollte man nach Barcelona vorstoßen, um den Franzosen den Übertritt über die Pyrenäen zu versperren. Dieser Plan erwies sich aber als nicht durchführbar. Stattdessen wollte man nach Barcelona segeln, die Stadt einnehmen und in Katalonien einen Aufstand gegen die bourbonische Herrschaft anzetteln. Da die Hauptarmee die drohenden Angriffe auf Portugal abwenden sollte, hatte Georg von Hessen-Darmstadt nur geringe Kräfte zur Verfügung. Die Expedition scheiterte, und die Flotte kehrte nach Lissabon zurück. Stattdessen wurde entschieden, zu versuchen, Gibraltar, Cádiz oder eine andere Stadt einzunehmen.
Die englisch-niederländische Flotte bestand aus siebzig Schiffen. Die Interessen des Erzherzogs vertrat Georg von Hessen-Darmstadt. Dieser kannte aus früheren Feldzügen im Dienst der spanischen Könige aus dem Haus Habsburg die Lage in Spanien gut. Das Kommando der Flotte hatte der englische Admiral George Rooke inne. Am 27. Juli erreichte die englisch-niederländische Flotte die Höhe von Tetuan. Georg von Hessen-Darmstadt machte in einem Kriegsrat den Vorschlag, Gibraltar in einem Handstreich einzunehmen. Admiral Rooke und die übrigen Teilnehmer stimmten dem zu.
Die Verteidigungsanlagen in Gibraltar waren unter Karl V. und später verstärkt worden. Die Festung war mit Nahrungsvorräten gut versorgt. Bestückt war die Anlage mit etwa 100 Kanonen. Allerdings fehlte es an den notwendigen Bedienmannschaften. Auch insgesamt war die Zahl der dort stationierten Soldaten gering. Die Besatzung bestand aus etwa 200 bis 300 Mann. Sie setzte sich aus etwa 80 regulären Soldaten und ansonsten aus Milizen zusammen.

## Einnahme von Gibraltar

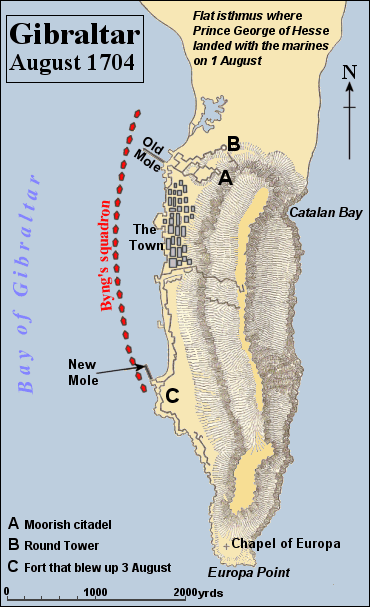
Plan der Einnahme

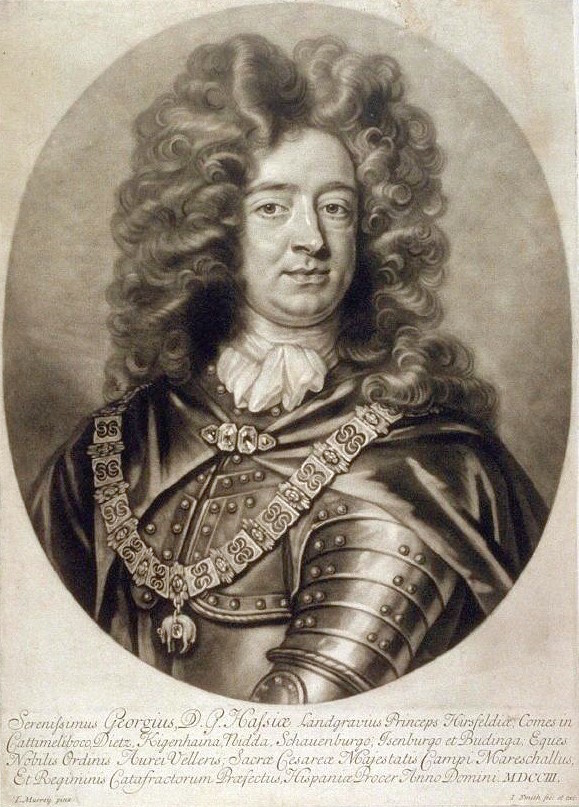
Georg von Hessen-Darmstadt

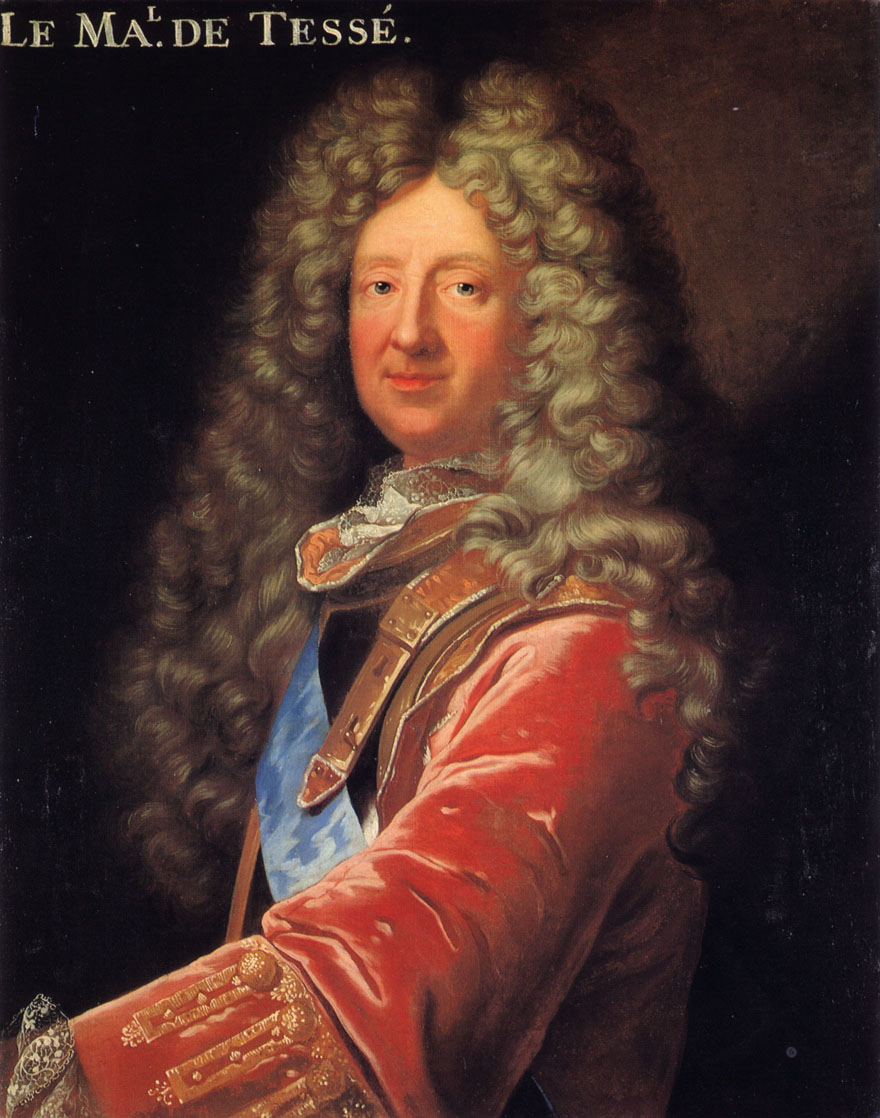
René de Froulay de Tessé

Für die Besatzung der Festung unerwartet, traf die Flotte am 1. August vor Gibraltar ein. Unter dem Kommando von Georg von Hessen-Darmstadt ging eine Landungstruppe aus 1800 englischen und niederländischen Seesoldaten an Land. Diese versperrten den Landzugang zur Stadt, während die Flotte die Seeseite blockierte. Georg von Hessen-Darmstadt forderte den Gouverneur der Festung vergeblich zur Übergabe auf. Am 2. August drangen einige bewaffnete Schaluppen in den Hafen ein und zerstörten ein dort vor Anker liegendes französisches Schiff. Am Morgen des 3. August begannen die Schiffsgeschütze der vereinigten Flotte die Verteidigungsanlagen mit einem intensiven Feuer zu belegen. In nur wenigen Stunden wurden dabei 15.000 Schuss abgefeuert. Die Batterien an der neuen Mole wurden zerstört und von den Besatzungen aufgegeben. Admiral Rooke befahl, mit sämtlichen bewaffneten Schaluppen in Richtung Mole zu rudern und diese einzunehmen. Außerdem gingen einige Einheiten gegen die linke Seite des Hafendamms vor. Eine Mine an der Mole tötete etwa 40 Angreifer, ohne dass damit die Eroberung der großen Hafenbatterie und eines Forts verhindert werden konnte.
Eine neuerliche Aufforderung zur Übergabe der Stadt war mit der Drohung verbunden, die Besatzung nach einer Eroberung „über die Klinge springen zu lassen“. Daraufhin begann der Kommandant mit Verhandlungen. Am 4. August kam es zum Abschluss einer ehrenvollen Kapitulation. Von den alliierten Soldaten kam es zu antikatholischen Übergriffen. Kirchen wurden verwüstet und Nonnen vertrieben. Ein Großteil der Einwohner verließ die Stadt. Nur mit Mühe gelang es Georg von Hessen-Darmstadt, die Ordnung wiederherzustellen.

## Belagerung
Georg von Hessen-Darmstadt übernahm als Gouverneur das Kommando über Festung und Stadt und bemannte sie mit 2.000 Mann unter dem portugiesischen General Marquis Valsetto. Dem neuen Gouverneur war klar, dass über kurz oder lang die Spanier versuchen würden, Gibraltar zurückzuerobern. Er ließ daher die teilweise verfallenen Befestigungswerke und die Artillerie wieder instand setzen. Auch neue Werke wurden gebaut. Er trat mit dem Sultan von Marokko, Mulai Ismail, in Verbindung und kaufte von ihm Vorräte und Pferde.
Mit der Bitte um die Entsendung von Truppen taten sich sowohl der portugiesische König Peter II. wie auch Erzherzog Karl schwer. Ersterer hatte statt auf Gibraltar auf die Eroberung von Cádiz gehofft, und für letzteren brachte die Einnahme wenig, hatte er doch im Hinterland kaum Unterstützer. Georg von Hessen-Darmstadt bat daher die englische Königin Anna, Gibraltar unter englischen Schutz zu nehmen.
Die Höfe in Madrid und Versailles planten tatsächlich, Gibraltar rasch zurückzugewinnen. Francisco del Castillo y Fajardo, Marquis Villadradis, sollte Gibraltar mit 8.000 Mann zu Land blockieren. Louis-Alexandre de Bourbon, comte de Toulouse sollte die Seeblockade übernehmen und einen Teil seiner Seesoldaten zur Unterstützung der Belagerung an Land setzen. Tatsächlich kam es nur zur Blockade von der Landseite her. Die Seeunterstützung blieb aus, weil nach der Schlacht bei Vélez-Málaga die französische Flotte nach Toulon zurückgekehrt war. Admiral Rooke schiffte auf der Rückfahrt in Gibraltar 2.000 Mann und einige Geschütze aus und kehrte am 5. September mit der englischen Hauptflotte nach England zurück.
Am 4. Oktober erschien dann eine französische Flotte unter Jean-Bernard de Pointis zur Unterstützung der Belagerer und verstärkte die Angreifer um 3.000 Seesoldaten. Der spanische Kommandant begann am 21. Oktober Laufgräben graben zu lassen, allerdings machte die Bodenbeschaffenheit die Arbeiten schwierig. Am 26. Oktober begann die Artillerie die Verteidigungsanlagen zu beschießen. Die Arbeiten an den Belagerungsanlagen gingen trotz großer Schwierigkeiten weiter, und am 8. November wurden die Mauern der Bastion San Pablo zerstört. Ein Angriff von der Seeseite scheiterte aufgrund der Ankunft der Flotte von John Leake. Dieser lieferte außerdem Proviant. Den Spaniern wäre es in der Folge beinahe gelungen, heimlich in die Stadt einzudringen. Sie wurden aber entdeckt und größtenteils getötet.
Daneben ging die Beschießung der Festungsanlagen weiter, und ein Teil wurde zerstört. Verschiedene Ausfälle der Belagerten konnten die Angriffe nicht beenden. Inzwischen war die Zahl der Belagerungstruppen auf 14.000 Mann angewachsen. Am 17. Dezember kam eine Transportflotte in Gibraltar an, die 2.000 Soldaten und weitere Vorräte brachte.
Auf spanischer Seite machte man den Turm Pastelillo als entscheidendes Hindernis für einen erfolgreichen Sturm aus. Der Versuch, den Turm zu erobern, scheiterte am 11. und 12. Januar 1705. Als die Spanier am 27. Januar die Bastion San Pablo stürmen wollten, wurden die Angreifer durch das Geschützfeuer vom Turm zurückgetrieben. Am 7. Februar scheiterte ein weiterer Versuch, den Turm zu erobern, auch am persönlichen Einsatz Georgs von Hessen-Darmstadt.
Das Kommando über die Angreifer wurde dem französischen Marschall René de Froulay de Tessé übertragen. Ein damit verbundenes Flottenunternehmen scheiterte an der Witterung und an der englischen Flotte unter Leake. Diese brachte im Übrigen weitere Verstärkungen und Proviant nach Gibraltar.

## Ende der Belagerung
Danach war dem französischen Kommandanten klar, dass die Stadt nicht zu nehmen sei. Ende April wurden die Belagerungsanlagen zerstört und die Belagerung in eine Blockade umgewandelt. Das Hauptkontingent der Truppen rückte ab, und nur 4000 Mann blieben zur Aufrechterhaltung der Blockade zurück.
Nach dem Ende der Belagerung stieß Georg von Hessen-Darmstadt zu Erzherzog Karl und starb bei der Eroberung von Barcelona. Das Kommando in Gibraltar ging an einen englischen Gouverneur über, der aber noch von Erzherzog Karl ernannt wurde. 1713 bekam Großbritannien im Frieden von Utrecht Gibraltar zugesprochen.